# Gracia Baptista
Pour les articles homonymes, voir Baptista.
Gracia Baptista est une religieuse et compositrice espagnole active autour de 1557, durant la période dite du Siècle d'or espagnol. Elle est connue pour être la première compositrice de l'histoire dont une œuvre est publiée. 

## Éléments biographiques
Aucun élément biographique concernant Gracia Baptista ne nous est parvenu, si ce n'est qu'elle était nonne, espagnole, et qu'elle est réputée vivre à Ávila,,.
Au XVIe siècle, il n'était guère aisé pour les femmes de se consacrer à une activité musicale, et le seul moyen était souvent de prendre l'habit, puisque dans les couvents de nombreuses femmes claviéristes servaient comme organiste afin d'accompagner les services religieux de la congrégation, ce qui semble être le cas de Gracia Baptista,.
En 1557, une de ses compositions, Conditor alme, autour du cantus firmus de l'hymne de l'Avent Conditor alme siderum (en), est éditée, ce qui fait de Baptista la première compositrice de l'histoire dont une œuvre est publiée,.
La partition, polyphonique, à trois voix, est publiée dans le Libro de cifra nueva para tecla, arpa y vihuela de Luis Venegas de Henestrosa, un recueil qui comprend cent trente-huit pièces pour clavier, harpe et vihuela de la plume de grands vihuelistes tels qu'Alonso Mudarra, Enríquez de Valderrábano et Luis de Narváez ou de célèbres organistes comme Antonio de Cabezón et Francisco Hernández Palero. Dans cette anthologie des plus renommés compositeurs ibériques de l'époque, Baptista est la seule femme,.
La pièce, plusieurs fois enregistrée de nos jours, à l'orgue ou au clavecin, est qualifiée par Josemi Lorenzo Arribas de « construite selon les principes de composition de la Renaissance, avec un jeu contrapuntique réussi entre les trois voix, qui alternent dans le développement varié du thème des passages par degrés conjoints, ponctués par des accords où cette tension est résolue ».